# Scheepswerf

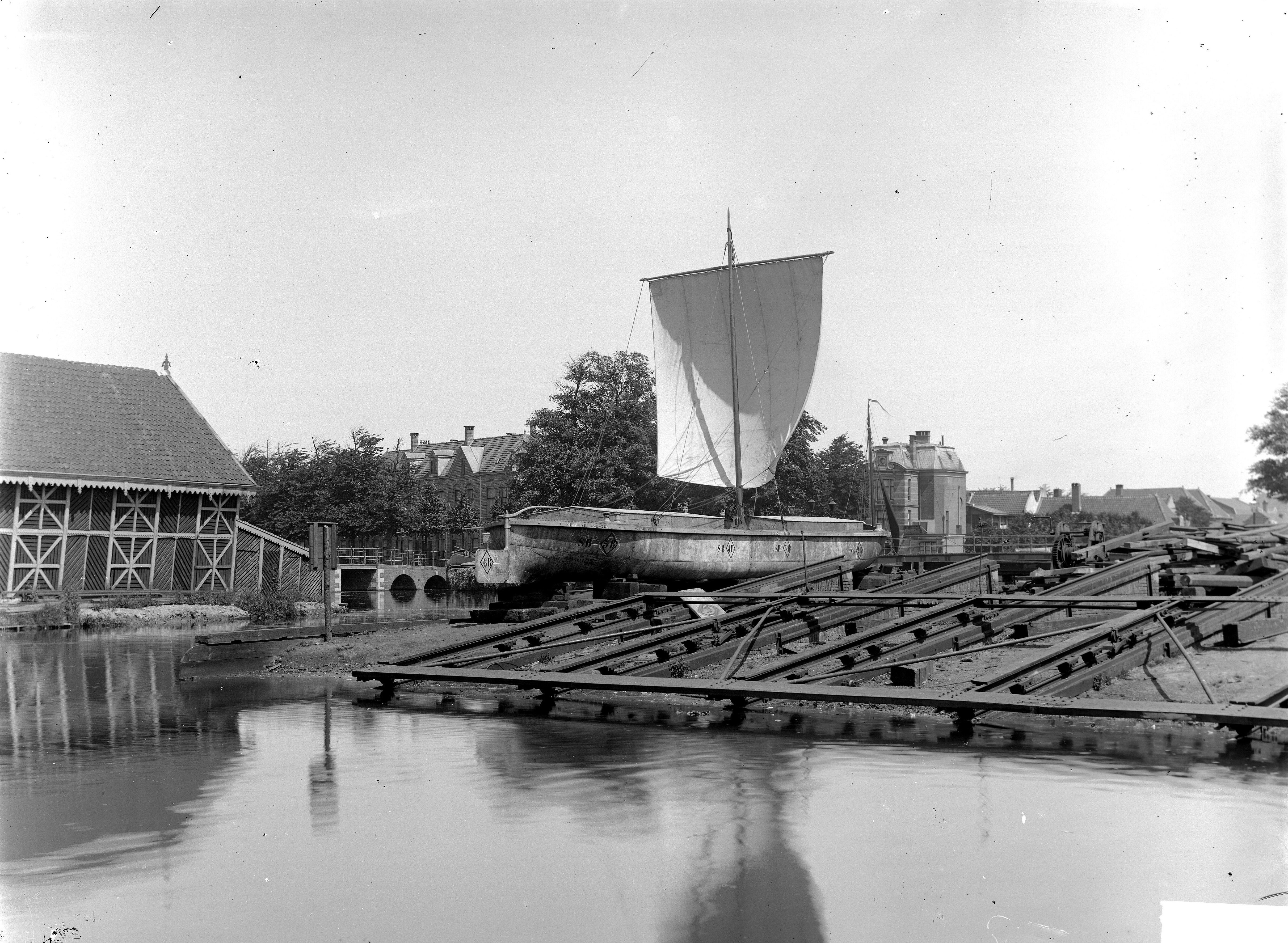
Zuidsingel 66, Koninklijke Nederlandse Grofsmederij. Schip onder zeil op de scheepsreparatiehelling. Foto Jan Goedeljee, ca. 1900.

Een scheepswerf is een plaats waar schepen of andere drijvende objecten worden gebouwd of worden gerepareerd. Meestal is het hart van een scheepswerf de droogzetinstallatie, zoals een scheepshelling of botenlift. Grotere werven hebben meerdere droogzetinstallaties.
Er zijn echter, vooral in het buitenland, ook scheepsreparatiebedrijven die geen eigen droogzetinstallatie hebben. Zij zijn gespecialiseerd in reparatie van schepen die in het water liggen of maken, indien nodig, gebruik van een droogzetinrichting die vaak in handen van de (semi)overheid is.

## België
De belangrijkste Belgische scheepswerven waren:
- Cockerill Yards, dat bestaan heeft van 1818 tot 1982
- Boelwerf, die bestaan heeft van 1829 tot 1994

## Ontwikkeling van scheepswerven in Nederland
De geschiedenis van de scheepsbouw in Nederland is eeuwenoud. Zo zijn er meerdere boomstamkano's teruggevonden uit de prehistorie. Dit overzicht beperkt zich voornamelijk tot de bouw van zeeschepen, zowel koopvaardijschepen als marineschepen.

### Houten scheepsbouw tot 1800
Vooral in de 17e eeuw werden veel grote, houten, zeeschepen gebouwd. Veelal waren ook de koopvaardijschepen bewapend met kanonnen, zoals de spiegelretourschepen. De schepen werden niet alleen voor binnenlands gebruik gebouwd, maar ook geleverd aan het buitenland. Op het hoogtepunt waren er vele tientallen scheepswerven, onder meer langs de Zaan. Een belangrijke ontwikkeling was de uitvinding van het fluitschip. Door verzanding van zowel de Amsterdamse als de Rotterdamse haventoegang en door concurrentie van nieuwe, met name Engelse, scheepstypen zette de neergang van de Nederlandse scheepsbouw in de 18e eeuw in. 

### 19de eeuw
De spanningen met Engeland gedurende de Franse tijd (1795-1814), de opheffing van de Verenigde Oostindische Compagnie in 1798 en de invoering van het Continentaal stelsel (1806-1814) leidden tot de vrijwel volledige neergang van de Nederlandse scheepsbouwnijverheid aan het begin van de 19de eeuw.
Onder koning Willem I trachtte men met wisselend succes de Nederlandse scheepsbouw te stimuleren door protectionistische maatregelen. Vooral de stichting van de Nederlandsche Handel-Maatschappij in 1824, die de handel met Nederlands-Indië monopoliseerde, droeg -via beschermende maatregelen- bij aan de opkomst van nieuwe scheepswerven. In 1857 telde men een vloot van 2021 schepen.

#### Opkomst stoom, ijzer en schroef 1820-1870
In Nederland werd de eerste stoomboot in 1823 gebouwd in opdracht van de firma Van Vollenhoven, Duthil & Co. Het schip werd gebouwd op de werf van W. en J. Hoogendijk te Capelle aan den IJssel. De stoommachine voor het schip kwam van de Engelse firma Maudslay. In 1823 ging Van Vollenhoven, Duthil & Co over in de Nederlandsche Stoomboot Maatschappij (NSbM). In 1824 volgde een tweede stoomboot voor de NSbM, nu met een stoommachine die gebouwd werd door Cockerill te Seraing, toen nog in Nederland gelegen. Deze raderstoomboten, de Nederlander en De Zeeuw, waren nog geen echte zeeschepen.

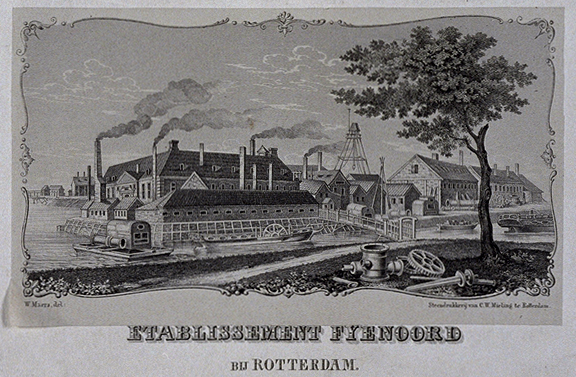
Etablissement Fijenoord in 1850

In 1826 startte de NSbM een eigen onderhoudswerkplaats voor stoommaterieel en later ook scheepswerf, het Etablissement Fijenoord. Onder leiding van G.M. Roentgen werd hier voor het eerst in de geschiedenis de compound-stoommachine als scheepsaandrijving toegepast. Een compound-machine heeft een veel efficiënter brandstofgebruik, maar aanvankelijk kon die alleen voor de vaart op zoete wateren worden gebruikt. De rijnstoomsleper Hercules was het eerste stoomschip met een compound-machine. Latere ontwikkelingen in de uitvoering van de condensor maakten dergelijke stoommachines ook voor de zeevaart geschikt.
In 1825 werd de Amsterdamsche Stoomvaart Maatschappij (ASM) opgericht door de gebroeders Van Vlissingen. De schepen werden gebouwd op de werf van Cornelis van Swieten Hollandia te Amsterdam. In 1928 werd de Fabriek van Stoom- en Andere Werktuigen opgericht om stoommachines voor de scheepvaart te bouwen. Overigens waren de meeste in Nederland gebruikte stoommachines nog van Cockerill afkomstig.
De bouw van ijzeren schepen voor de binnenvaart begon in Nederland in 1837, bij het Etablissement Fijenoord. In 1847 werd een ijzeren stoomschip, de Industrie, gebouwd op de werf van Fop Smit te Kinderdijk. De Fabriek van Stoom- en Andere Werktuigen bouwde het ijzeren stoomschroefschip de Gouverneur van Ewijck, dat in 1849 een dienst op Londen ging onderhouden. In 1854 werden de Belgique en de Constitution gebouwd voor Belgische rederijen. Dit waren grote stoomschepen voor de transatlantische vaart.
In 1856 werd de Koninklijke Nederlandse Stoomboot-Maatschappij (KNSM) opgericht. Deze bestelde in 1870 de Stella, een groot ijzeren stoomschip, met een draagvermogen van 1850 ton. De introductie van de stoomvaart kwam echter zeer geleidelijk op gang en bedroeg in 1870 nog geen 3% van de inhoud van de Nederlandse zeeschepen.

#### Marine en Rijkswerven
Bij de Marine werden vooral op Rijkswerven, ook marine-etablissementen genaamd, gebouwd. Eén daarvan was de Rijkswerf Vlissingen die bestaan heeft van 1814 tot 1867 en zowel een rijke voorgeschiedenis heeft gekend die teruggaat tot de 17e eeuw, als ook de voorloper was van de Koninklijke Maatschappij de Schelde. Andere Rijkswerven waren die te Amsterdam, Den Helder, Hellevoetsluis, Medemblik en Rotterdam. Pas toen omstreeks 1860 het pantserschip werd ontwikkeld, werden er geleidelijk meer metalen schepen voor de Marine gebouwd.

#### Opkomst pakketboten 1870-1900
Het kantelpunt, waarbij de stoomvaart concurrerender werd met de zeilvaart (klippers en later windjammers) kwam omstreeks 1870, omdat toen de compound-stoommachine geschikt werd voor de zeevaart. Er ontstond behoefte aan door stoom aangedreven pakketboten. In deze periode werden ook verschillende Nederlandse rederijen opgericht gericht op de oceaanvaart: de SMN in 1870, de NASM/HAL in 1873 en de Rotterdamsche Lloyd in 1875. Deze maatschappijen gingen varen met pakketboten die in eerste instantie door Engelse bedrijven werden vervaardigd. Verbindingen met Nederlands-Indië en met Amerika werden aldus opgezet.
De eerste grote in Nederland gebouwde pakketboot was de Nederland, die door Etablissement Fijenoord voor de NSbM werd gebouwd omstreeks 1880. Bij de Koninklijke Maatschappij De Schelde (KMS) werden in 1882 de Soerabaja en de Batavia gebouwd, in opdracht van de Rotterdamsche Lloyd. De Fabriek van Stoom- en Andere Werktuigen kreeg in 1882 respectievelijk 1883 opdrachten van de Maatschappij Insulinde en de Westindische Stoomvaartmaatschappij. Er volgden verdere opdrachten, onder meer van de in 1891 opgerichte Koninklijke Paketvaart Maatschappij (KPM). De schepen voor deze maatschappij werden alle door de drie grote Nederlandse werven gebouwd.
In 1875 werd in Vlissingen de Koninklijke Maatschappij De Schelde (KMS) opgericht, waarvoor Arie Smit de terreinen van de voormalige Rijkswerf Vlissingen had gekocht. In 1877 werd de Amsterdamsche Droogdok Maatschappij (ADM) opgericht, die zich specialiseerde in scheepsonderhoud en -verbouwing.

### 20ste eeuw
Rond 1900 werden de volgende grote werven geopend:
- De Nederlandsche Dok en Scheepsbouw Maatschappij (NDSM) in 1894
- De Rotterdamsche Droogdok Maatschappij (RDM) in 1902
- Wilton-Fijenoord (WF) fusie-oprichting in 1929, concentreerde activiteiten vanaf 1935 op de nieuwe werf in Schiedam

#### Rijn-Schelde Verolme (RSV)
Cornelis Verolme, afkomstig van Stork, begon in 1946 met het Scheepsinstallatiebedrijf 'Nederland' , dat in 1947 verplaatst werd naar IJsselmonde. In 1950 nam hij de Oude Werf te Alblasserdam over en in 1954 de werf De Haan & Oerlemans te Heusden, waarvan de geschiedenis teruggaat tot 1905 en die aanvankelijk vooral voor de binnenvaart bouwde.

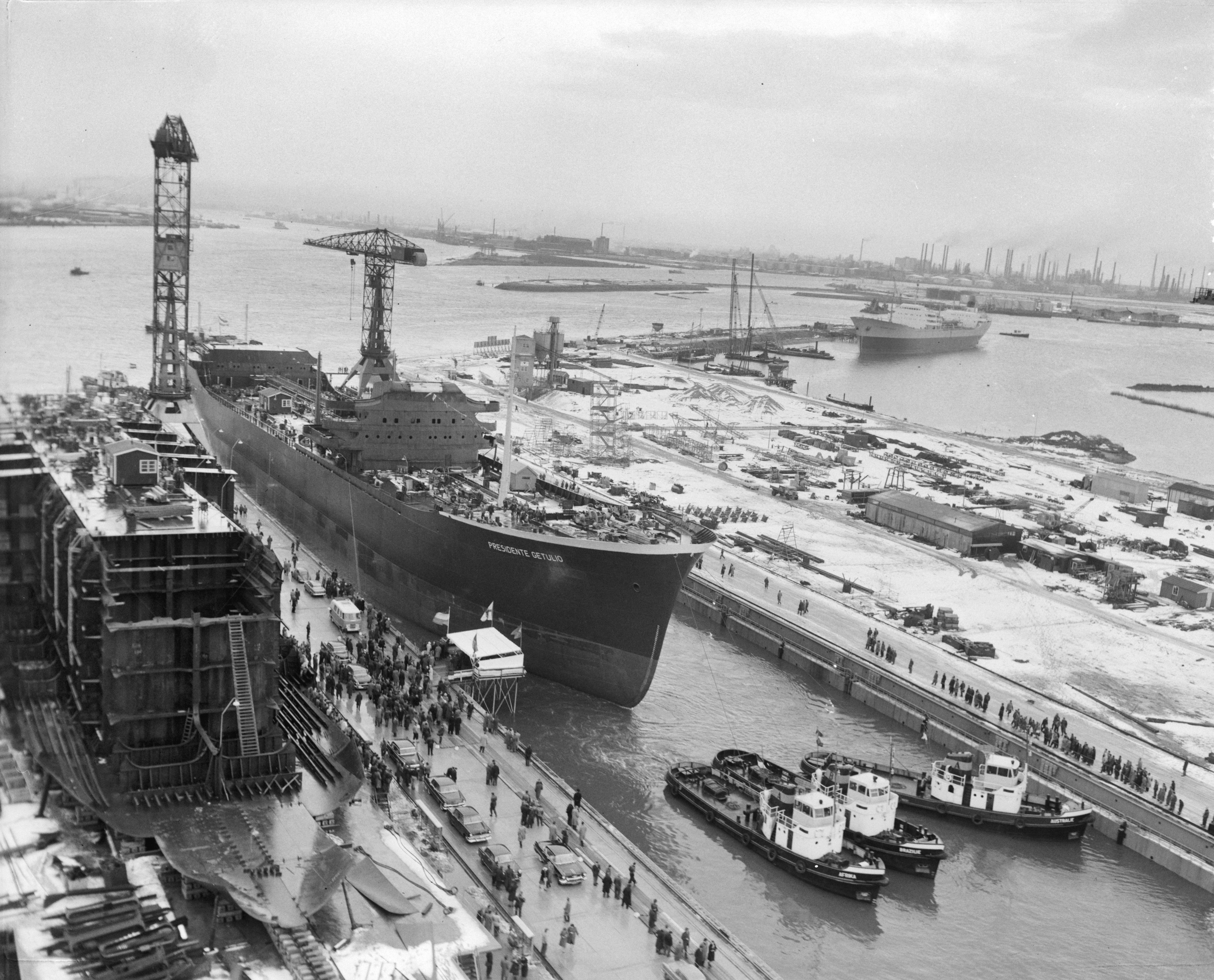
Mammoetdok van Verolme in de Botlek, in 1959.

In 1954 werd de Verolme Dok en Scheepsbouw Maatschappij (VDSM) opgericht en in 1957 opende op Rozenburg onder deze naam een scheepswerf waar zeer grote schepen konden worden gebouwd.
Ondertussen begon de concurrentie van Japan zich in de scheepsbouw te gevoelen, waarop deels gereageerd werd door een verschuiving naar offshore en marine-opdrachten, deels ook door bundeling van werven. In 1966 werd Rijn-Schelde Combinatie gevormd door fusie van KMS, RDM en Motorenfabriek Thomassen De Steeg. In 1968 voegde zich ook Wilton-Feijenoord hierbij. De Rijn-Schelde Combinatie fuseerde in 1971 met de werven van Verolme tot Rijn-Schelde-Verolme (RSV). 
Vanaf eind jaren 70 moesten de zelfstandige werven NDSM (in 1979) en ADM (in 1985) sluiten. Ook RSV kwam in de problemen. Door het ontstaan van overcapaciteit en deelname in enkele riskante projecten kwam het in 1983 tot surseance van betaling. Hierop volgde een ontvlechting van het RSV-concern met verzelfstandiging of verkoop van levensvatbare bedrijfsonderdelen:
- De Verolme-werf in de Botlek ging in 1981 als Verolme Botlek BV zelfstandig verder. In 1987 werd de werf overgenomen door Wilton-Fijenoord.
- Wilton-Fijenoord ging in 1984 zelfstandig verder. In 1998 is het gekocht door RDM Technology. Eind 2003 is de reparatiewerf in Schiedam overgenomen door Damen Shipyards.
- Onderdelen van RDM gingen verder als RDM Nederland BV, in bezit van de overheid. In 1987 werd de naam gewijzigd in RDM Technology. In 1991 is dat verkocht aan de Royal Begemann Group. RDM Technology werd in 1996 doorverkocht aan Joep van den Nieuwenhuyzen, wat het einde was van de scheepsbouwende activiteiten van RDM.
- De Koninklijke Maatschappij De Schelde ging in 1983 als zelfstandig bedrijf verder, met alle aandelen in handen van de Rijksoverheid en de Provincie Zeeland. Vanaf 1991 onder de naam Koninklijke Schelde Groep BV (KSG). In 2000 werden de aandelen KSG verkocht aan Damen Shipyards. Deze had echter maar een klein deel van het oorspronkelijke terrein nodig waar vooral afbouw van schepen plaatsvond.

#### Damen en IHC
Damen begon in 1927 te Hardinxveld-Giessendam met een kleine werf. Vanaf 1969 groeide het bedrijf, vooral door nieuwe productiemethoden waaronder serieproductie en standaardisering. Casco's werden gebouwd in landen als Roemenië, Mexico en voormalige Sovjetrepublieken. Uiteindelijk beschikte Damen wereldwijd over tal van scheepsbouw- en -reparatiewerven en fabrieken voor scheepsonderdelen.
In de 19e eeuw ontwikkelden zich een aantal gespecialiseerde scheepswerven die soms al een lange voorgeschiedenis hadden. Een zestal daarvan ging samen en vormde in 1965 de combinatie IHC Holland (nu Koninklijke IHC), gespecialiseerd in baggerschepen.
De scheepswerf Van der Giessen-de Noord ontstond in 1962 door fusie van Van der Giessen uit Krimpen aan den IJssel en De Noord uit Alblasserdam, beide met een lange voorgeschiedenis. In 1997 werd het bedrijf overgenomen door IHC.

### 21ste eeuw
De grote Nederlandse werven die nog bestaan, zoals Koninklijke IHC en Damen Shipyards, hebben zich gespecialiseerd in baggerschepen, ferry's, offshoreschepen, jachten en speciale transportschepen. De werven rond Sliedrecht zijn vaak gespecialiseerd in baggerschepen. De scheepswerven in Groningen zijn gespecialiseerd in kustvaart en binnenvaart.
De situatie zoals deze in Nederland is, ziet men ook in andere West-Europese landen. Daar waar de overheid de scheepsbouw nog subsidieert, gaat het wat beter. In Europees verband is rechtstreekse subsidie aan de scheepsbouw verboden, maar er zijn nog mogelijkheden om op indirecte wijze te helpen. De voormalige scheepswerven in het gebied rond Rotterdam en Amsterdam zijn grotendeels afgebroken en herontwikkeld; de droogdokken worden nog weleens voor een reparatieklus gebruikt.  

### Scheepswerven voor historische scheepsbouw
In 1985 werd de Bataviawerf opgericht, om met historische technieken een reconstructie te bouwen van het spiegelretourschip Batavia. Ook voor andere schepen zijn reconstructie-werven opgezet. Zoals voor de bouw van de Kamper Kogge in 1994-1998, en de Willem Barentsz (schip) in 2010-heden. 
Vanaf de jaren 80 moesten meerdere historisch belangwekkende scheepswerven sluiten, waarna enkele een doorstart konden maken als museumwerven. Bijvoorbeeld de Historische Scheepswerf Wolthuis in Groningen, de Historische Scheepswerf C.A. Meerman in Zeeland en de Museumwerf Vreeswijk in Utrecht. Ook zijn er werven die een doorstart maakten door te specialiseren in onderhoud en/of bouw van historische schepen. Zoals de Scheepstimmerwerf "De Hoop" in Workum en Scheepshelling Koningspoort in Rotterdam (na verhuizing uit Groningen).

## Verder lezen
- Stopford, M. (2009): Maritime economics, 3rd edition, Routledge.
- Lintsen, H.W. (1993): Techniek in Nederland in de 19e eeuw, deel IV. Hoofdstuk 3: Scheepsbouw externe link